# واهیاوا (هاوایی)
واهیاوا (به انگلیسی: Wahiawa) یک منطقهٔ مسکونی در ایالات متحده آمریکا است که در هاوایی واقع شده‌است. واهیاوا ۶٫۲ کیلومتر مربع مساحت و ۱۷٬۸۲۱ نفر جمعیت دارد و ۲۸۷ متر بالاتر از سطح دریا واقع شده‌است.